# Adam Fortunate Eagle
Adam Fortunate Eagle o Amabese (Red Lake, Minnesota, 1929) és un activista amerindi, fill d'una anishinaabemowin i un suec. Donà classes a l'institut Haskell de Kansas. Posteriorment fou líder espiritual dels Guardians de la Sagrada Tradició dels Fabricants de Pipes, i un dels instigadors de l'ocupació d'Alcatraz el 1969. El 1973 fou rebut en audiència pel Papa, el 1987 fou arrestat per tenir plomes d'una espècie protegida, i el 1992 va escriure Alcatraz ! Alcatraz ! The indian ocupation of 1969-1971.